# Liste der Monuments historiques in Noisy-le-Roi
Die Liste der Monuments historiques in Noisy-le-Roi führt die Monuments historiques in der französischen Gemeinde Noisy-le-Roi auf.

## Liste der Bauwerke
| Bezeichnung | Beschreibung | Standort                          | Kennzeichnung | Schutzstatus | Datum | Bild           |
| ----------- | ------------ | --------------------------------- | ------------- | ------------ | ----- | -------------- |
| Schloss     | Erbaut 1732  | 25, rue André-le-Bourblanc (Lage) | PA00087555    | Inscrit      | 1981  | weitere Bilder |